# Ołady

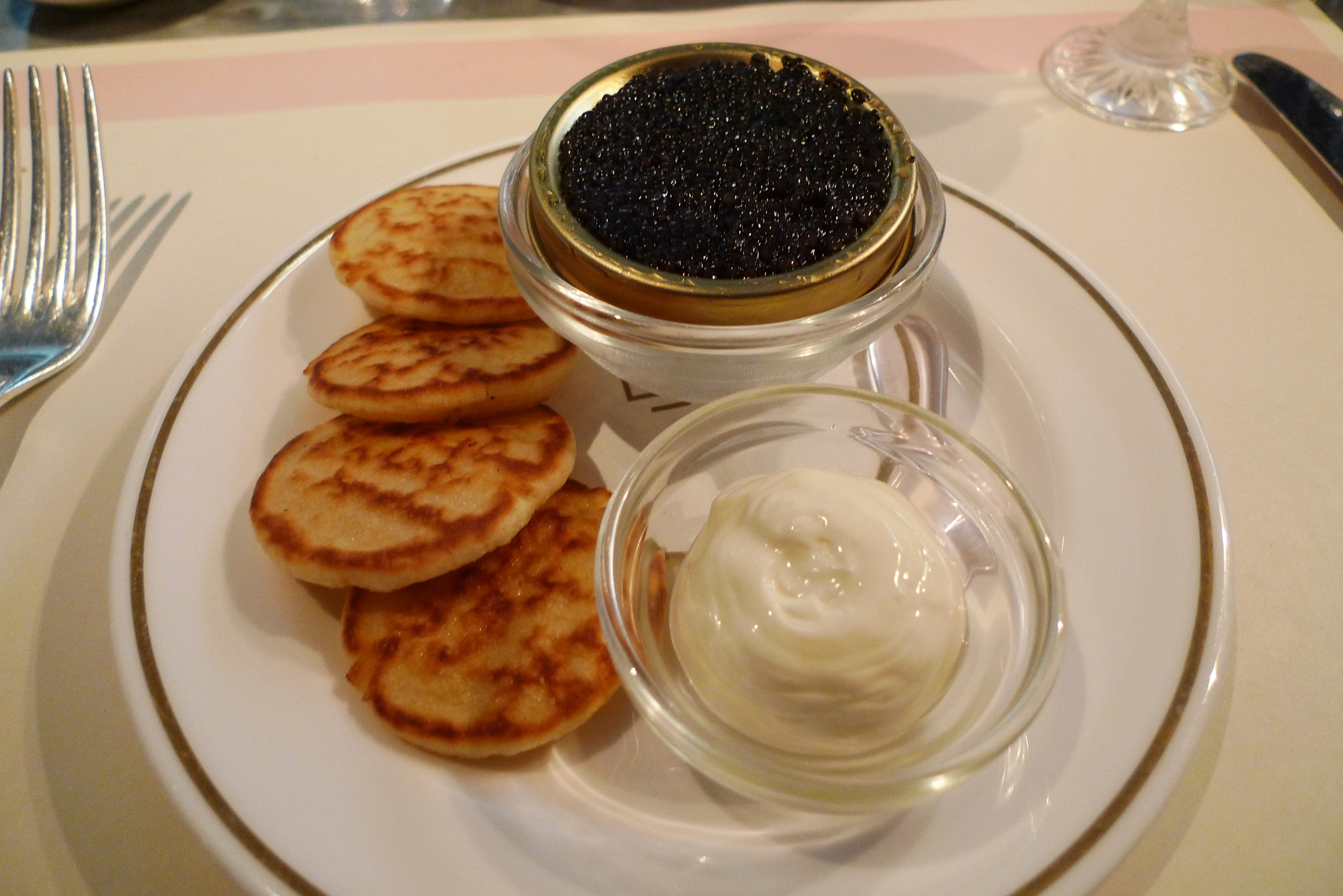
Ołady

Ołady (oładi, oładie,  oładuszki) (ros. oладьи) – tradycyjne danie kuchni rosyjskiej i ukraińskiej - smażone placki, przygotowywane z rzadkiego ciasta, sporządzonego na bazie pszennej mąki, jajek, (kwaśnego) mleka z dodatkiem drożdży lub proszku do pieczenia, ewentualnie  sody oczyszczonej oraz cukru i soli.
Do ciasta dodaje się czasem tarte jabłko. 
Ołady podaje się zwykle z bitą śmietaną, kawiorem lub na słodko: z miodem, powidłami, konfiturą itp.